# 1185 Nikko
1185 Nikko là một tiểu hành tinh vành đai chính với chu kỳ quỹ đạo là 1222,4412920 ngày (3,35 năm).
Tiểu hành tinh được phát hiện ngày 17 tháng 11 năm 1927 bởi nhà thiên văn học Nhật Bản Okurō Oikawa ở Tokyo Astronomical Observatory và đặt tên theo thành phố Nikkō.